# اوک باوری (آلاباما)
اوک باوری (به انگلیسی: Oak Bowery) یک منطقهٔ مسکونی در ایالات متحده آمریکا است که در شهرستان چمبرز، آلاباما واقع شده‌است. اوک باوری ۲۵۵٫۷۳ متر بالاتر از سطح دریا واقع شده‌است.